# Apel (Familienname)
Apel ist ein deutscher Familienname.

## Namensträger
- Albert Apel (1880–nach 1954), deutscher Kapellmeister und Dirigent
- Andreas Dietrich Apel (1662–1718), deutscher Handelsherr
- August Apel (1771–1816), deutscher Jurist und Schriftsteller
- Beate Apel (* 1975), deutsche Rechtsextremistin, siehe Beate Zschäpe
- Clara Apel (* 2001), deutsche Schauspielerin
- Elisabeth Apel (* 1958), deutsche Politikerin (CDU, AfD)
- Erich Apel (1917–1965), deutscher Politiker der DDR (SED)
- Ernst Apel (* 1927), deutscher Unternehmer
- Flavio Apel (* 1988), deutsch-italienischer Künstler
- Friedmar Apel (1948–2018), deutscher Germanist
- Friedrich Albert Apel (1847–1905), deutscher Marionettenspieler
- Friedrich August Ferdinand von Apel (1768–1816), Respondent in Leipzig
- Friedrich Ludwig Apel (1768–1851), Universitätsmechanikus in Göttingen
- Fritz Apel (1925–2010), deutscher Fußballspieler
- Gerhard Apel (* 1923), deutscher Fußballspieler
- Günter Apel (1927–2007), deutscher Politiker (SPD)
- Hans Apel (Nationalökonom) (1895–1989), deutscher Nationalökonom
- Hans Apel (1932–2011), deutscher Politiker (SPD)
- Hans Apel-Pusch (1862–1921), deutscher Generalmajor
- Hans-Werner Apel (* 1959), deutscher Lautenist
- Heino Apel (* 1942), deutscher Ökonom
- Heinrich Apel (1935–2020), deutscher Bildhauer
- Heinrich Friedrich Innocenz Apel (1732–1802), deutscher Jurist und Politiker, Bürgermeister von Leipzig
- Herfried Apel (* 1929), deutscher Manager
- Hildebert Apel (1865–1929), deutscher Landwirt und Politiker
- Johann Apel (Humanist) (1486–1536), deutscher Jurist und Humanist
- Johann Georg Christian Apel (1775–1841), deutscher Organist und Komponist
- Johann Nicolaus Apel (1757–1823), deutscher Philosoph, Konstrukteur und Politiker
- Jürgen Apel (* 1937), deutscher Radrennfahrer und Radsportfunktionär
- Jytte Apel, kanadische Biathletin
- Karl Apel (1897–nach 1965), deutscher Theologe
- Karl-Otto Apel (1922–2017), deutscher Philosoph
- Katrin Apel (* 1973), deutsche Biathletin
- Klaus Apel (1942–2017), deutsch-schweizerischer Zellbiologe
- Max Apel (1869–1945), deutscher Philosoph und Hochschullehrer
- Michaela Apel (* 1969), deutsche Rechtsanwältin und Verfassungsrichterin
- Niko Apel (* 1978), deutscher Regisseur und Drehbuchautor
- Nikolaus Apel (* 2. Hälfte des 15. Jahrhunderts; † 1537), deutscher Theologe, Sammler von Musikhandschriften
- Otto Apel (1906–1966), deutscher Architekt
- Paul Apel (Schriftsteller) (1872–1946), deutscher Schriftsteller
- Paul Apel (1896–1965), deutscher Widerstandskämpfer
- Simret Restle-Apel (* 1984), deutsch-eritreische Langstreckenläuferin
- Sophie Apel (* 1996), deutsche Volleyball- und Beachvolleyballspielerin
- Stephan Apel (* 1958), deutscher Arzt und Sanitätsoffizier
- Sven Apel (* 1977), deutscher Informatiker und Hochschullehrer
- Theodor Apel (1811–1867), deutscher Schriftsteller und Stifter
- Thilo Apel (1822–1860), deutscher Gutsbesitzer und Politiker
- Ulrike Apel-Haefs (1952–2009), deutsche Politikerin (SPD)
- Ursula Apel (* 1938), deutsche Literaturwissenschaftlerin
- Wilhelm Apel (Politiker, 1873) (1873–1960), deutscher Politiker (SPD) und Landrat
- Wilhelm Apel (Politiker, 1905) (1905–1969), deutscher Politiker (SPD), MdL Hessen
- Willi Apel (1893–1988), US-amerikanischer Musikwissenschaftler
- Wolfgang Apel (1951–2017), deutscher Tierschützer